# نا یینگ
نا یینگ (به انگلیسی: Na Ying؛ متولد ۲۷ نوامبر ۱۹۶۷) یک خواننده و داور موسیقی چینی است. او به‌خاطر نقش‌های برجسته‌اش به عنوان داور در برنامه‌های تلویزیونی آواز چینی مانند صدای چین شناخته شده است. او بعدتر به برنامه آواز بخوان! چین منتقل شد و تا سال ۲۰۱۷ در آن برنامه حضور داشت.

## زندگی‌نامه

### آغاز کار
نا در شنیانگ، لیائونینگ متولد شده و از والدینی با قومیت منچو است. او در سال ۱۹۷۹ به گروه کر نوجوانان لیائونینگ پیوست و در سال ۱۹۸۳ به گروه آواز و رقص شنیانگ ملحق شد. در همین سال، نا در مسابقه ملی آواز «حلقه آفتابی» برنده شد و تحت آموزش‌های آوازخوانی از آهنگساز معروف گو جیانفن (谷建芬) قرار گرفت.
نا کارنامه خود را در سال ۱۹۸۸ در تایوان و هنگ‌کنگ با ضبط یک آلبوم آغاز کرد. در سال ۱۹۹۱ اولین آلبوم خود را با عنوان «زنی تنها مثل من» (像我这样的单身女子) منتشر کرد که با استقبال چندانی روبه‌رو نشد. دو سال بعد، در سال ۱۹۹۳ آلبوم جدیدی را به‌نام «امیدوارم خواب‌هایم تحقق یابند» (但愿好梦都成真) منتشر کرد که آن هم چندان محبوب نبود.

### موفقیت‌ها
نا اولین آلبوم بزرگ خود به نام «با تو در خواب» را در سال ۱۹۹۴ منتشر کرد. پس از انتشار آن، چندین آلبوم دیگر نیز منتشر کرد و به یکی از محبوب‌ترین هنرمندان زبان ماندارین در چین تبدیل شد.
در جشنواره بهاری سال ۱۹۹۸ که توسط کانال تلوزیونی سی‌سی‌تی‌وی برگزار شد، نا با فای وونگ یک دوئت به نام «ملاقات در ۹۸» (相約一九九八) اجرا کرد. وونگ پیش از این در هنگ‌کنگ و دیگر نقاط جهان به شهرت رسیده بود، اما این اجرا با نا او را به مقام سوپرستاره در چین رساند.
نا با بازیکن چینی فوتبال به نام گائو فنگ رابطه داشت و از او یک پسر دارد. آن‌ها در سال ۲۰۰۵ از هم جدا شدند. او در سال ۲۰۰۶ با منگ تونگ ازدواج کرد و در سال ۲۰۰۷ از او یک دختر دارد.
اگرچه او از سال ۲۰۰۲ تا ۲۰۰۹ وقت خود را به خانواده و فرزندانش اختصاص داد، اما هرگز خوانندگی را ترک نکرد و نقش برجسته‌ای در مراسم اختتامیه بازی‌های المپیک تابستانی پکن ۲۰۰۸ داشت.
در پایان سال ۲۰۰۹ کنسرت «۲۰ سال نا» را که نگاهی به دوران حرفه‌ای او در صحنه بود، در سالن ورزشی پایتخت چین اجرا کرد. اگرچه تک‌آهنگ ۲۰۰۹ او به نام «سفر عشق» در هر جایی که منتشر شد، در صدر جدول‌ها قرار گرفت، اما آهنگ قدیمی‌اش به نام «به غریزه‌ات اعتماد کن» همچنان مورد علاقه‌اش باقی ماند.
پس از یک وقفه نزدیک به نه سال، نا در سال ۲۰۱۱ به صحنه موسیقی بازگشت و آلبومی جدید به نام «پس… چه؟» منتشر کرد. این آلبوم به رتبه اول در هر دو جدول آلبوم‌های چین و تایوان رسید.

## دیسکوگرافی
در ادامه منتخبی از آلبوم‌های او که از سال ۱۹۹۱ تا ۲۰۱۵ منتشر شده است را مشاهده می‌کنید.
- ۱۹۹۱: زن مجردی مثل من (像我这样的单身女子)
- ۱۹۹۳: امیدوارم رویاهایم محقق شوند (但愿好梦都成真)
- ۱۹۹۴: در خواب با تو (為你朝思暮想 Wèi nǐ zhāo sī mù xiǎng)
- ۱۹۹۵: روز شب را نمی‌شناسد (白天不懂夜的黑 Bái tiān bù dǒng yè de hēi)
- ۱۹۹۸: فتح (征服 Zhēng fú)
- ۱۹۹۹: کلا (乾脆 Gān cuì)
- ۲۰۰۰: غمگین و عاشقانه (心酸的浪漫 Xīn suān de làng màn)
- ۲۰۰۱: من یک فرشته نیستم (我不是天使 Wǒ bù shì tiān shǐ)
- ۲۰۰۲: امروزه (如今… Rújīn…)
- ۲۰۱۱: پس چی؟ (那又怎樣… Nà yòu zěn yàng…)
- ۲۰۱۵: غم و اندوه (默... Mò...)
- ۲۰۱۶: ناسینگ (NASING (EP))